# UCI Asia Tour 2024
Die UCI Asia Tour 2024 war der Sammelbegriff einer Serie von Straßenradrennen für Männer auf dem asiatischen Kontinent während der Saison 2024. Diese war nicht mit dem Kalenderjahr deckungsgleich, sondern deckte die Periode vom 18. Oktober 2023 bis zum 20. Oktober 2024 ab. Die UCI Asia Tour ist Teil der UCI Continental Circuits und liegt von ihrer Wertigkeit unterhalb der UCI ProSeries und der UCI WorldTour. Es gab 8 Eintagesrennen sowie 13 Etappenrennen.

## Rennen
| Datum                 | Land                         | Rennen                                      | Klasse | Sieger                  | Team                             |
| --------------------- | ---------------------------- | ------------------------------------------- | ------ | ----------------------- | -------------------------------- |
| 22. Okt. 2023         | Hongkong                     | Sun Hung Kai Properties Hong Kong Cyclothon | 1.1    | Lukas Pöstlberger       | Team Jayco AlUla                 |
| 5. Nov. 2023          | Japan                        | Karst International Road Race               | 1.2    | Benjamín Prades         | JCL Team Ukyo                    |
| 12. Nov. 2023         | Japan                        | Tour de Okinawa                             | 1.2    | Masaki Yamamoto         | JCL Team Ukyo                    |
| 26.–31. Jan. 2024     | Vereinigte Arabische Emirate | Tour of Sharjah                             | 2.2    | Gal Glivar              | UAE Team Emirates Gen Z          |
| 30. Jan.–3. Feb. 2024 | Saudi-Arabien                | Alula Tour                                  | 2.1    | Simon Yates             | Team Jayco AlUla                 |
| 9. Feb. 2024          | Oman                         | Muscat Classic                              | 1.1    | Finn Fisher-Black       | UAE Team Emirates                |
| 10.–14. März 2024     | Chinesisch Taipeh            | Tour de Taiwan                              | 2.1    | Joseph Blackmore        | Israel-Premier Tech              |
| 30. März 2024         | Thailand                     | Bueng Si Fai International Road Race        | 1.2    | Lucas Carstensen        | Roojai Online Insurance          |
| 1.–6. Apr. 2024       | Thailand                     | Tour of Thailand                            | 2.1    | Adne van Engelen        | Roojai Online Insurance          |
| 10.–12. Mai 2024      | Japan                        | Tour de Kumano                              | 2.2    | Atsushi Oka             | JCL Team Ukyo                    |
| 19.–26. Mai 2024      | Japan                        | Tour of Japan                               | 2.2    | Giovanni Carboni        | JCL Team Ukyo                    |
| 27.–29. Mai 2024      | Usbekistan                   | Tour of Bostonliq                           | 2.2    | Batsaichany Tegschbajar | Mongolei                         |
| 22.–25. Juli 2024     | Indonesien                   | Banyuwangi Tour de Ijen                     | 2.2    | Merhawi Kudus           | Terengganu Cycling Team          |
| 23.–25. Aug. 2024     | China                        | Trans-Himalaya Cycling Race                 | 2.2    | Aaron Gate              | Burgos-BH                        |
| 3.–12. Sep. 2024      | China                        | Tour of Poyang Lake                         | 2.2    | Pjotr Rikunow           | Chengdu Cycling Team             |
| 8. Sep. 2024          | China                        | Tour of Binzhou                             | 1.2    | Ilja Schtschegolkow     | DYC & Pardus                     |
| 8.–11. Sep. 2024      | Oman                         | Tour of Salalah                             | 2.2    | Nícolas Sessler         | Victoria Sports Pro Cycling Team |
| 26.–28. Sep. 2024     | China                        | Tour of Huangshan                           | 2.2    | Roman Maikin            | Chengdu Cycling Team             |
| 29. Sep. 2024         | Japan                        | Oita Urban Classic                          | 1.2    | Jeroen Meijers          | Victoria Sports Pro Cycling Team |
| 5. Okt. 2024          | Indonesien                   | Tour de Batam                               | 1.2    | Kane Richards           | Roojai Online Insurance          |
| 11.–14. Okt. 2024     | Japan                        | Tour de Kyushu                              | 2.1    | Émilien Jeannière       | TotalEnergies                    |

## Ranglisten
Die UCI publiziert unter dem Namen Asia Tour Ranking eine Einzelwertung, eine Mannschaftswertung und eine Nationenwertung. Diese Ranglisten stehen allerdings nur in mittelbarem Zusammenhang mit den oben aufgeführten Rennen, da für diese Ranglisten Rennen in aller Welt zählen, an denen asiatische Fahrer und Teams teilnehmen. Aufgeführt sind jeweils die ersten sechs Plätze.

### Einzelwertung
Es handelt sich um die besten Fahrer der UCI-Weltrangliste, die einem der asiatischen Landesverbände angehörten.
| Platz | Name                 | Team                  | Punkte |
| ----- | -------------------- | --------------------- | ------ |
| 1     | Alexei Luzenko       | Astana Qazaqstan Team | 549,43 |
| 2     | Lyu Xianjing         | China Glory-Mentech   | 355    |
| 3     | Jewgeni Fedorow      | Astana Qazaqstan Team | 326,33 |
| 4     | Kim Eu-ro            | LX Cycling Team       | 290    |
| 5     | Masaki Yamamoto      | JCL Team Ukyo         | 283    |
| 6     | S. Dschambaldschamts | Burgos-BH             | 274,33 |

### Mannschaftswertung
Es handelt sich um die besten Mannschaften der UCI-Weltrangliste, die bei einem der asiatischen Landesverbände registriert waren, allerdings ohne die UCI WorldTeams. Die Mannschaften mussten nicht notwendigerweise aus asiatischen Fahrern bestehen.
| Platz | Name                                    | Punkte  |
| ----- | --------------------------------------- | ------- |
| 1     | Terengganu Cycling Team                 | 1879,33 |
| 2     | JCL Team Ukyo                           | 1498    |
| 3     | Roojai Online Insurance                 | 1361,68 |
| 4     | Astana Qazaqstan Development Team       | 1061    |
| 5     | UAE Team Emirates Gen Z                 | 0946    |
| 6     | Tashkent City Professional Cycling Team | 0808,99 |

### Nationenwertung
Bei dieser Wertung handelt es sich um einen Auszug aus der Nationen-Weltrangliste, beschränkt auf die asiatischen Landesverbände.
| Platz | Name       | Punkte  |
| ----- | ---------- | ------- |
| 1     | Kasachstan | 1899,85 |
| 2     | Japan      | 1075    |
| 3     | China      | 0881    |
| 4     | Mongolei   | 0867,16 |
| 5     | Usbekistan | 0782,99 |
| 6     | Thailand   | 0645,01 |